# Pianoconcert nr. 2 (Brahms)
Het Pianoconcert nr. 2 in Bes majeur, opus 83 van Johannes Brahms is een pianoconcert van Brahms waaraan hij van 1878 tot 1881 werkte. Hij droeg het werk op aan zijn leraar Eduard Marxsen. Tussen het componeren van zijn tweede pianoconcert en zijn eerste pianoconcert bevond zich een tijdspanne van 22 jaar.
In tegenstelling tot concerten uit de klassieke en romantische periode met drie delen, componeerde Brahms vier delen:
1. Allegro non troppo
2. Allegro appassionato
3. Andante
4. Allegretto grazioso

## Geschiedenis en kleine uiteenzetting
Net zoals zijn eerste pianoconcert lijkt het concert meer op een symfonie voor piano en orkest dan een pianoconcert in zijn ware essentie, deze woorden zeker niet ten nadele van dit meesterwerk. Elementen van het klassieke concert werden gecombineerd met het meer kamermuziekachtige Concerto Grosso uit de Barok. Dit komt vooral naar voren in het Andante waarin een prachtige interactie plaatsvindt tussen de pianist, een solocellist en de houtblazers.
Het stuk beleefde zijn première in Boedapest op 9 november 1881 waarbij Brahms zelf speelde. Het concert werd zeer goed ontvangen, wat zeker niet bij de première van zijn eerste het geval was. Een reeks van succesvolle concerten door Duitsland, Oostenrijk en Nederland volgde. Sommige van deze concerten werden gedirigeerd door Hans von Bülow.

## Het concert
In het Allegro non troppo vindt er een echowerking plaats tussen de hoorn en de piano. Na een cadens voor de piano neemt het orkest de hoornmelodie over tot een hoofdthema. Het tweede deel van dit hoofdthema wordt beheerst door een Schumann-achtige melodie die herhaald wordt door een canon van de violen en celli. Het tweede thema zet zwierig in, maar ontwikkelt zich met een ietwat nors karakter.
Het Allegro appassionato is het scherzodeel uit het concert, dat gekenmerkt wordt door een levendige dynamiek en een krachtig volume bij piano en orkest. Ondanks dat het concert in Bes majeur staat, heeft dit deel meer weg van een tragisch mineur. Het derde deel is ook enigszins mineur maar steekt veel bescheidener en subtieler af na het tweede deel.
In het lieflijke Andante vindt een wisselwerking plaats tussen de pianist en de solocellist. Er wordt geleidelijk naar een climax voor het orkest gewerkt, maar uiteindelijk blijven alleen de piano en de cello over die een lieflijke doch treurige melodie schetsen.
Het Allegretto grazioso heeft wat weg van een rondo. De pianist zet een thema in waarop op verschillende wijzen wordt gevarieerd.